# Nghiêm Toản
Nghiêm Toản (1907 - 1975) là một nhà giáo, giáo sư, và nhà nghiên cứu văn học từng giảng dạy ở các trường Trung học Gia Long, Trung học Văn Lang, Đại học Văn khoa Sài Gòn và Đại học Sư phạm Sài Gòn. Ông còn có bút danh là Hạo Nhiên.

## Tiểu sử
Nghiêm Toản sinh ngày 5 tháng 3 năm 1907 tại Nam Định.
Thuở nhỏ, ông học trường Trung học Bảo hộ ở Nam Định, rồi tốt nghiệp Cao đẳng Sư phạm Đông Dương, Hà Nội, vào năm 1930.
Khi còn đi học, giai đoạn 1929-1930, ông tham gia Việt Nam Quốc Dân Đảng, bị bắt giam ở Hỏa Lò rồi đày ra Côn Đảo (Nghiêm Toản đã ngồi tù với nhà thơ nổi tiếng đầu thế kỷ Trần Tuấn Khải ở nhà tù Hỏa Lò), sau đó được phóng thích. Trở về Hà Nội, ông dạy học tư và nghiên cứu văn học Việt Nam.
Sau năm 1945, ông dạy ở Đại học Văn khoa Hà Nội, cộng tác với các nhà xuất bản Vĩnh Bảo, Sông Nhị, Minh Tân.
Từ năm 1954, ông làm giáo sư tại Đại học Văn khoa Sài Gòn chuyên ngành Việt Hán. Ông giữ chức Trưởng ban Việt Hán tại Trường Đại học Văn khoa Sài Gòn nhiều năm.
Năm 1968, ông là một trong ba người dạy Đại học Văn khoa Sài Gòn không có văn bằng tiến sĩ được đề bạt vào ngạch giáo sư diễn giảng đại học.
Ông mất năm 1975 tại nhà riêng ở Sài Gòn, hưởng thọ 68 tuổi.
Học trò ông sau này rất nhiều người trở thành các trí thức thành đạt có uy tín trong xã hội, như phó giáo sư, tiến sĩ Trần Hữu Tá, bác sĩ Đỗ Hồng Ngọc, giáo sư Bùi Thế Cần...
Tên Nghiêm Toản được lấy đặt cho một con đường ở quận Tân Phú, Thành phố Hồ Chí Minh từ ngày 26 tháng 7 năm 2011.

## Tác phẩm
- Việt Nam văn học sử trích yếu (1949)
- Mai Đình mộng ký (soạn chung với giáo sư Hoàng Xuân Hãn, 1951)
- Thi văn Việt Nam - Từ đời Trần đến cuối đời Mạc (soạn chung với giáo sư Hoàng Xuân Hãn, 1951)
- Luận văn thị phạm (1951)
- Việt luận (1952)
- Lão Tử Đạo đức kinh (1959)
- Quân trung đối (hiệu đính và chú giải, Nhà xuất bản Đông Nam Á, Paris, 1995)
- Thủy hử (dịch sang tiếng Pháp)